# Auxois
El Auxois (pronunciado "Aussois") es una región natural de Francia corresponde a una depresión entre la Langres-Châtillonnais y el macizo montañoso de Morvan, al sur del distrito de Montbard, en el departamento de Côte-d'Or.

## Historia
El antiguo país de Auxois, "Alesiensis pagus" fue un condado que se unió al ducado de Borgoña en 1082. El condado fue dividido en bailiaje principal de Semur-en-Auxois y en los baillages particulares de Avallon, de Arnay-le-Duc y Saulieu.